# Southwarki katedrális
A southwarki katedrális (angolul: Southwark Cathedral vagy The Cathedral and Collegiate Church of St Saviour and St Mary Overie) egy székesegyház, London Southwark kerületében, a Temze déli partján. A templom a southwarki egyházmegye anyaegyháza, amely 1220 és 1420 között épült, így ez az első gótikus templom Londonban. A brit főváros székesegyházai közül méreteiben ez a legkisebb, de egyben London legrégebbi egyházi épülete is.
1950. március 2-a óta, a brit örökségvédelmi hivatal (English Heritage) jóvoltából, az angol nemzeti örökség része.

## Története
A déli part katedrálisának is nevezett templom helyén, már több mint ezer évvel ezelőtt is tartottak keresztény istentiszteleteket.
A kora középkortól négy változatban épült át a templom. A X. század elején a normann hódítás idején építettek ide egy monostort, melynek eredeti neve St. Mary Overie vagy St. Mary over the river,

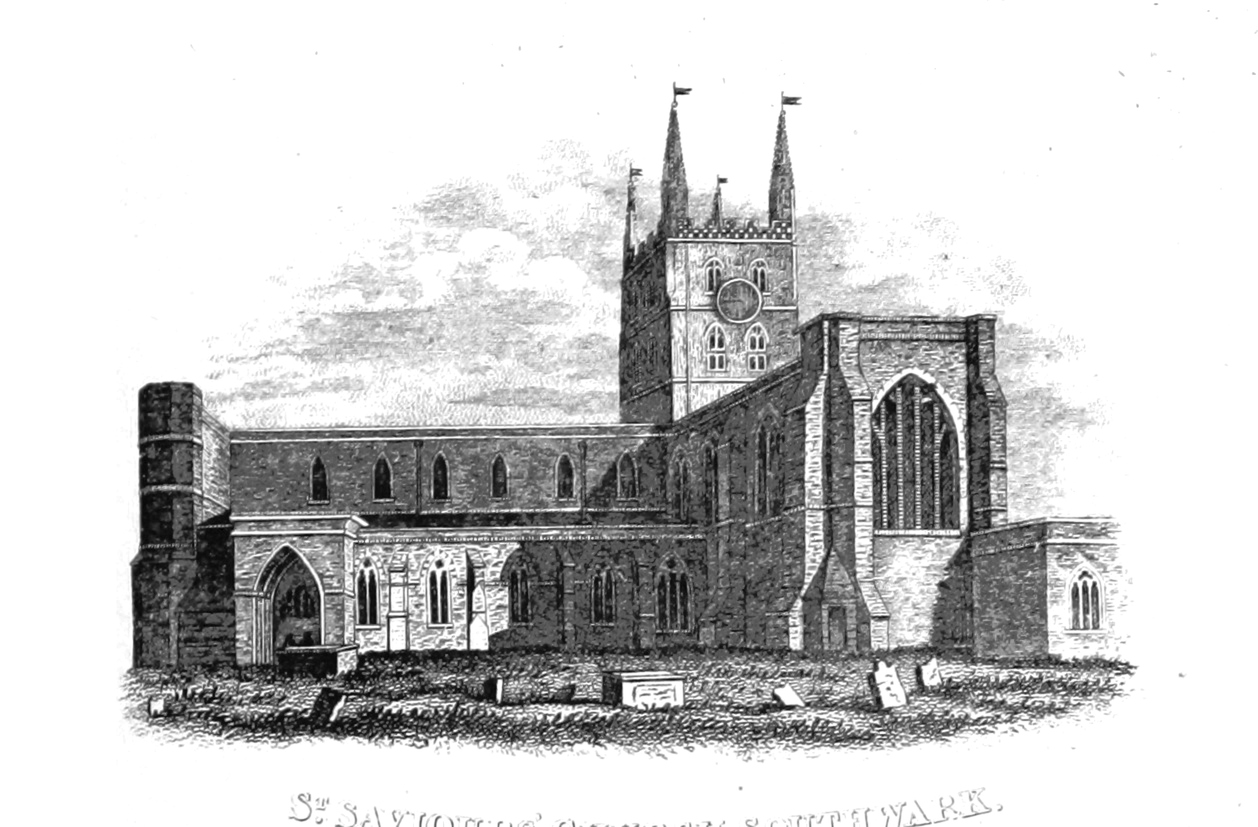
A Southwark katedrális illusztrációja (1842)

azaz a vízen túli Mária-templom volt. 1106-tól Ágostonrendi kolostor volt (egészen 1538-ig) majd 1540-től plébániatemplom. A templom számos tűzvész áldozata lett. A legjelentősebbek 1212-ben és 1385-ben pusztították. A XIII. században többször újjáépítették, de ezekről nincsenek pontos adatok. Az ezt követő évszázadokban többször átépítették, rekonstruálták, de mindvégig megőrizte XIII. századi gótikus formáját.
1890 és 1897 között Sir Arthur Blomfield angol építész irányításával nyerte el mai, székesegyházi formáját. Ekkor építették az új, impozáns méretű, oszlopsorokkal, boltívekkel és bordázott mennyezettel díszített főhajót, melyben azonban itt-ott még felbukkannak a régmúlt emlékei. A déli hajóban például XIII. századi árkádos falfülkék maradványai láthatók, az északi hajóban pedig két normann korabeli ajtó.
A templom 1905-ben székesegyházi rangot kapott.

## Látnivalók
- Az évekig a templom gyülekezetébe járó[5] Shakespeare emlékére készült, a "Shakespeare Memorial" amely a déli hajó folyosóján található. Shakespeare fekvő, alabástrom figuráját Henry McCarthy alkotta 1912-ben. A szobor mögött a XVII. századi London látszik, a Globe, a Winchester Palace és a St. Saviour tornyaival. Fölötte a Shakespeare-emlékablak, mely a költő műveinek néhány szereplőjét ábrázolja, Christopher Webb munkája 1954-ből.[4]

- 1469-ben – miután a főhajó teteje beomlott – a tető boltíveit nem kőzetből, hanem fából faragták újra, s ott ahol az ívek összefutottak, 150 faragott és festett, kb. 40 cm-es, kerek „gombok” (bosses) fogták őket össze. Ezek közül néhányat kiállítottak: egyik a kicsinyét saját vérével tápláló pelikánt, a krisztusi önfeláldozás szimbólumát, a másik pedig a Júdást épp felfaló, vigyorgó ördögfejet mintáz.[4]

- Az északi hajóban látható II. Richárd és IV. Henrik udvari költőjének, az 1408-ban elhunyt John Gowernek zöld-vörös-arany színekben pompázó síremléke. Gowert “az első angol költőnek” nevezték, mert amíg a legtöbb irodalmár franciául és latinul írt, ő angolul vettette papírra verseit. A költő fekvő alakjának feje három legfontosabb művén nyugszik.[4]

- Emléktábla található a Globe Színházat újraálmodó és ezzel a déli part kulturális életének új lökést adó Sam Wanamaker (1919 – 1993) amerikai színész, rendező emlékére.

- A székesegyház tornyából látható XVII. századi London látképét megfaragó, cseh származású Wenceslas Hollar vésnökről is.

- A templom főhajójának végében a "Marchioness memorial", a Temzén 1989. augusztus 20-án elsüllyedt sétahajó: a „Márkinő”, 51 áldozatának állít emléket.[4]

- Bár Edmund Shakespeare (1580 – 1607) William Shakespeare öccse sírja ismeretlen helyen van, az ő emlékét is feliratos emléktábla őrzi, a templom kórus padlózatán.[6]

- A neves amerikai egyetem névadóját, John Harvard-ot ebben a templomban keresztelték meg 1607. november 29-én. Ennek tiszteletére jött létre a "Harvard-kápolna"  (Harvard Chapel)  a székesegyház északi kereszthajója mellett.[4]

### Magyar vonatkozása
Árpád-házi Szent Erzsébet európai kultusza köztudott, s bár Angliával közvetlen kapcsolatai nem voltak, de alakja és tisztelete a századok folyamán a szigetországban - Magyarországi Szent Erzsébet elnevezéssel - is elterjedt. A Southwarki katedrális főhajójának szentélye mögött, található egy érdekesen elhelyezett, négytagozatú kápolnasor. Ennek jobb oldali első építménye a "The Chapel of St Francis and St Elizabeth of Hungary" nevet viseli, emlékeztetve a rendalapító Szent Ferencre és harmadrendbeli követőjére, Szent Erzsébetre. A kápolna üvegablakán nincs Erzsébet-ábrázolás, ám az oltár előtti lépcsőn egy táblácskán a kápolna – s egyben a magyar szent – neve szerepel.

## Galéria

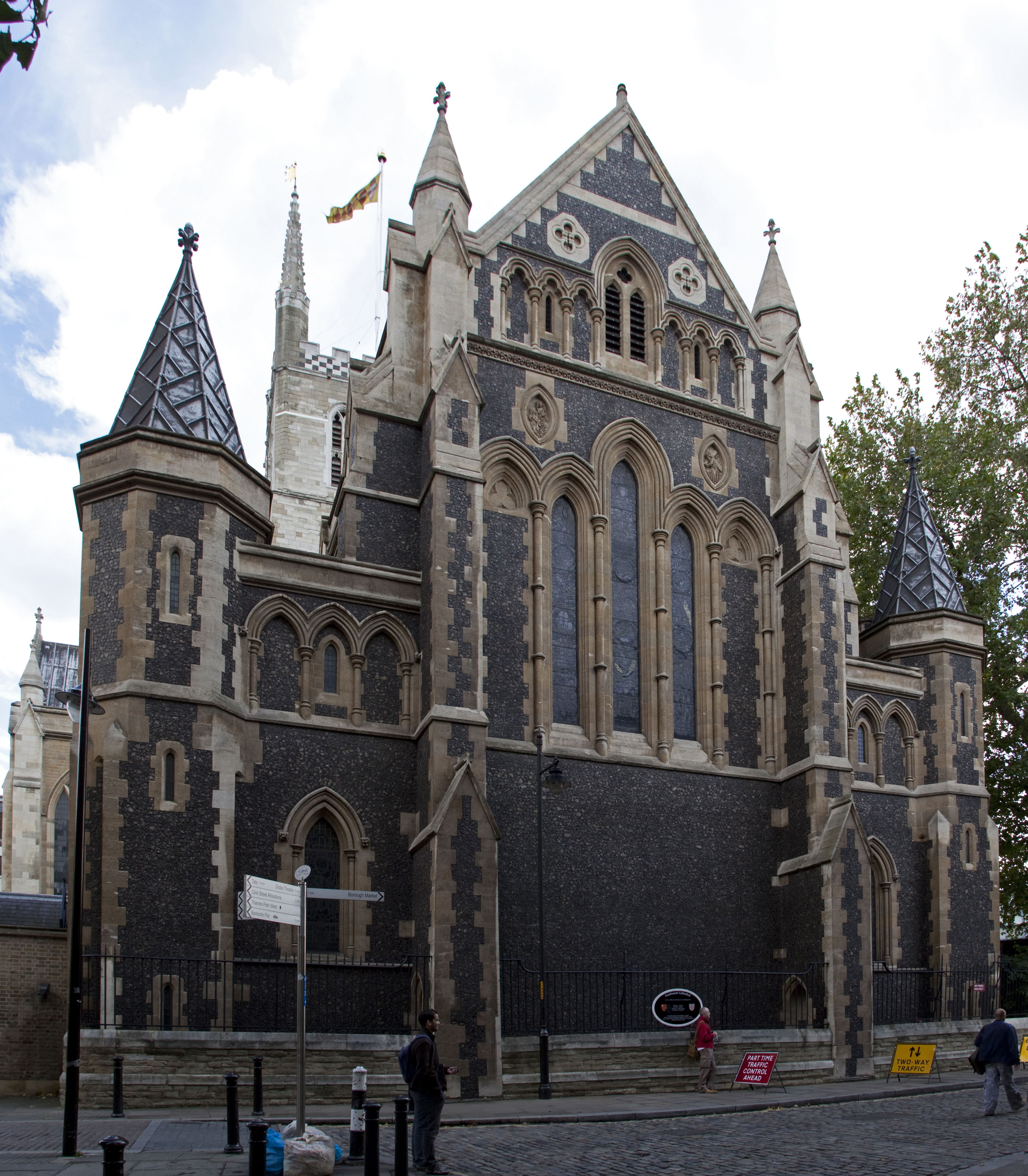
A Southwarki katedrális nyugati homlokzata
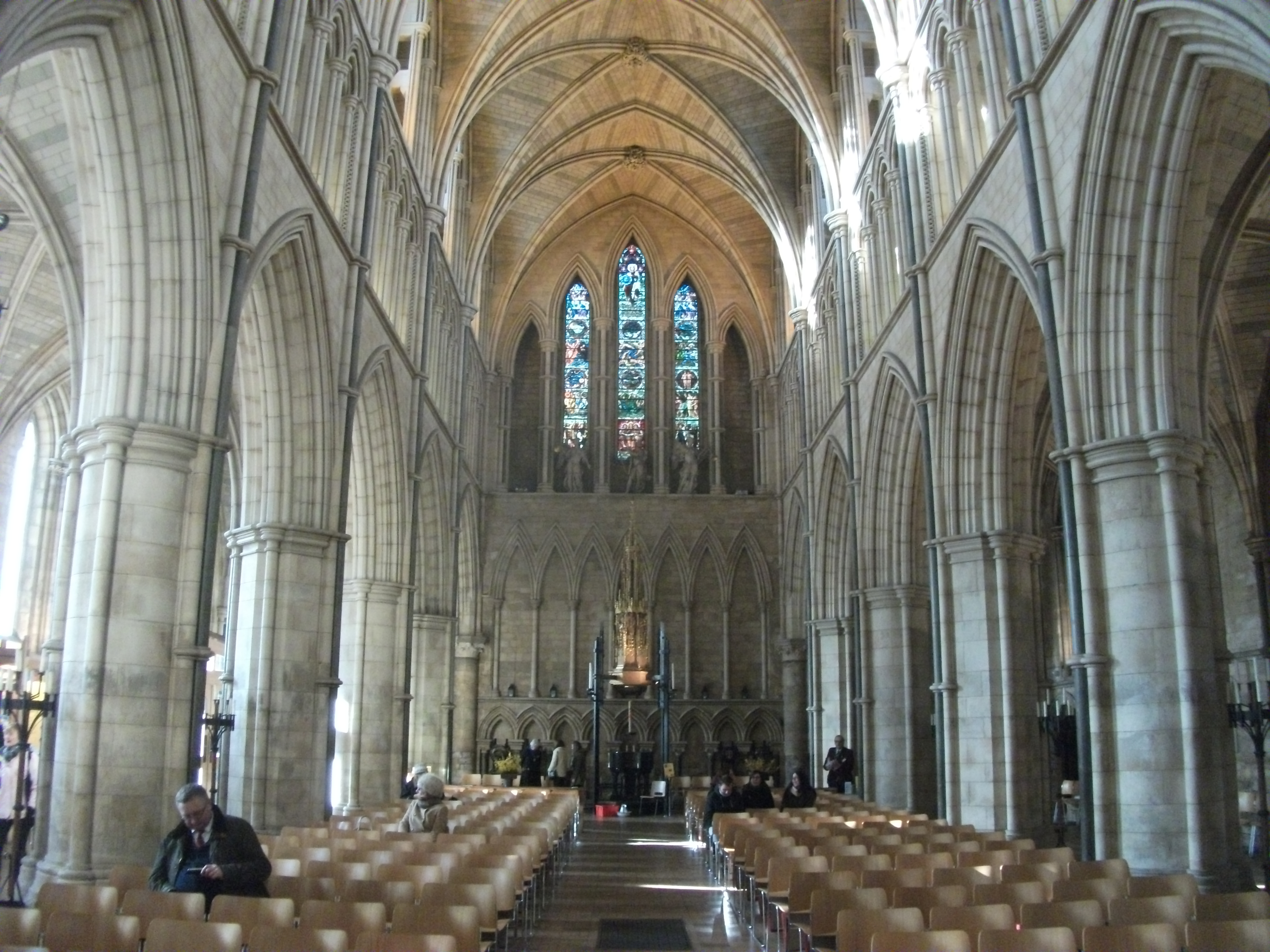
A katedrális főhajója
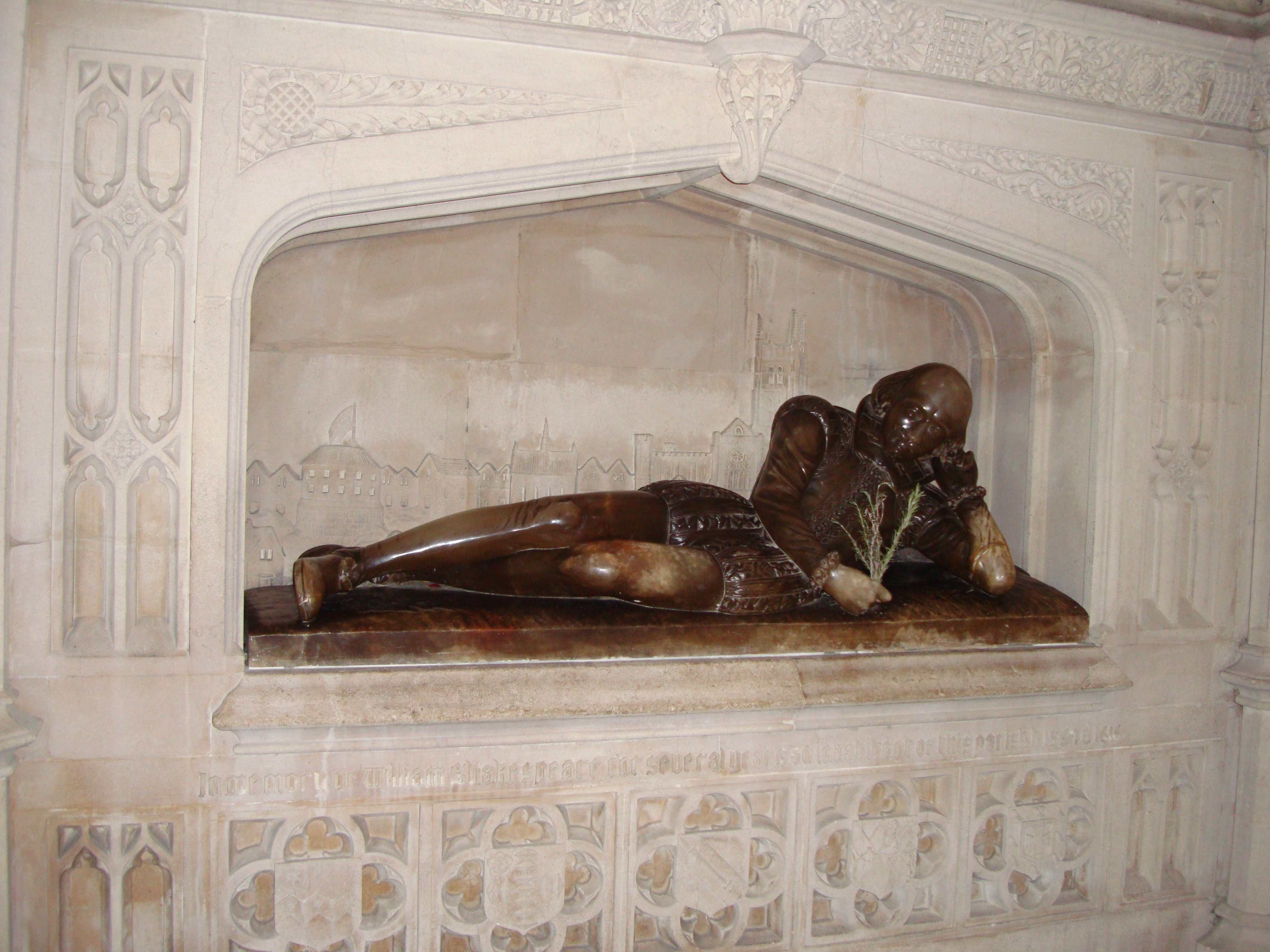
A Shakespeare Memorial(1912)
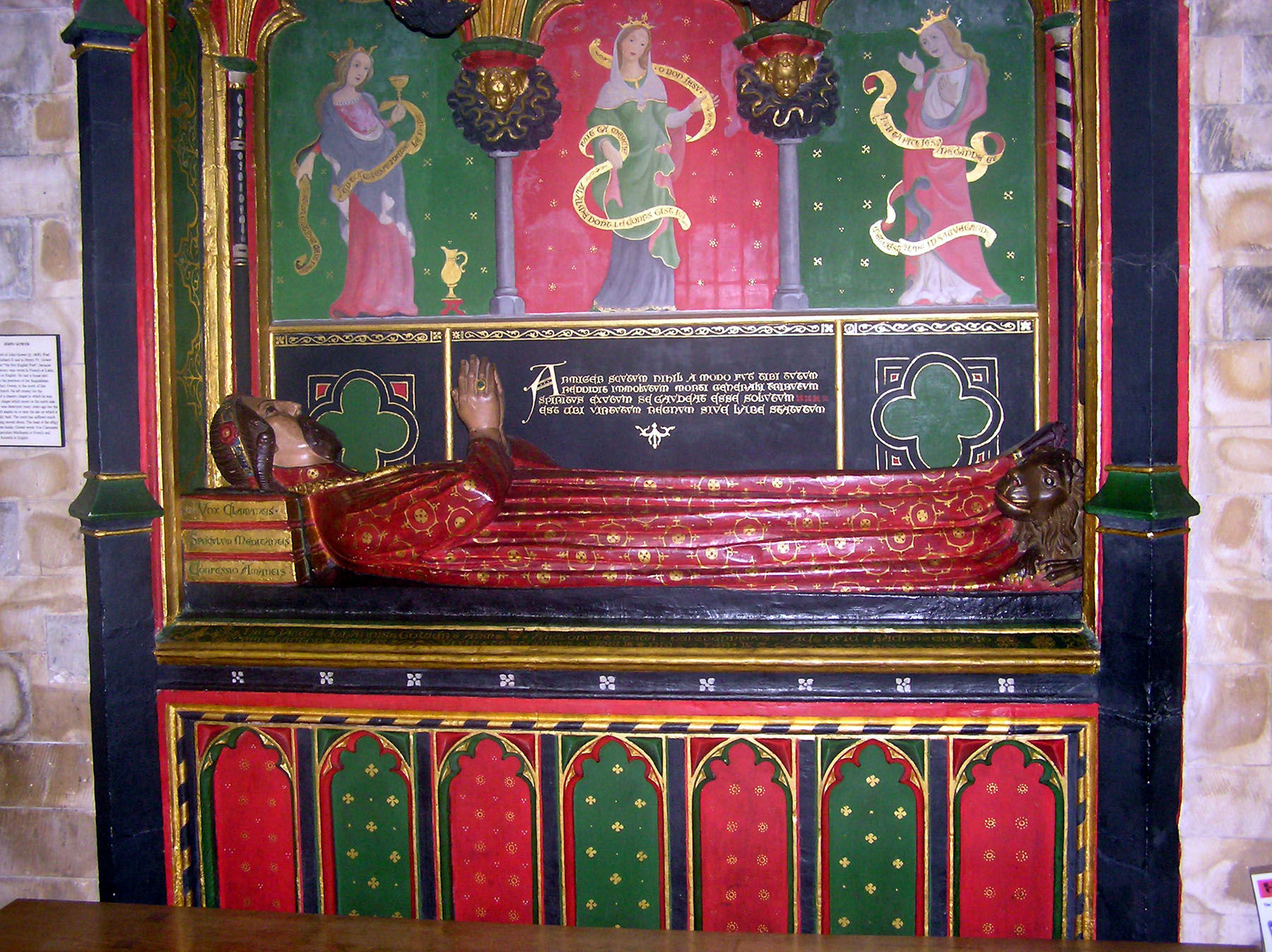
John Gower angol költő síremléke (1408)
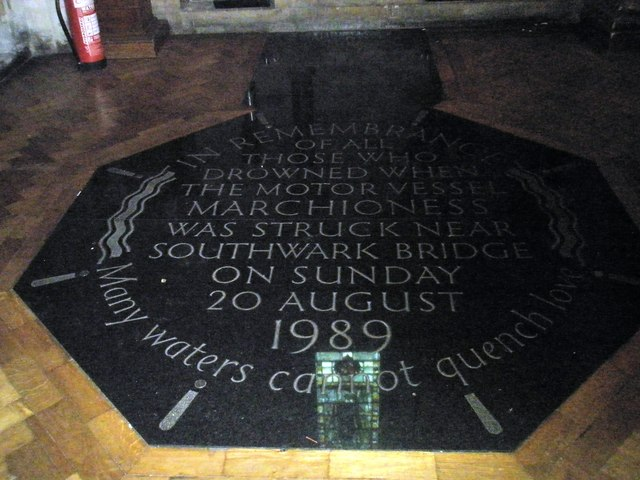
A Marchioness memorial a katedrális padlózatán (1989)
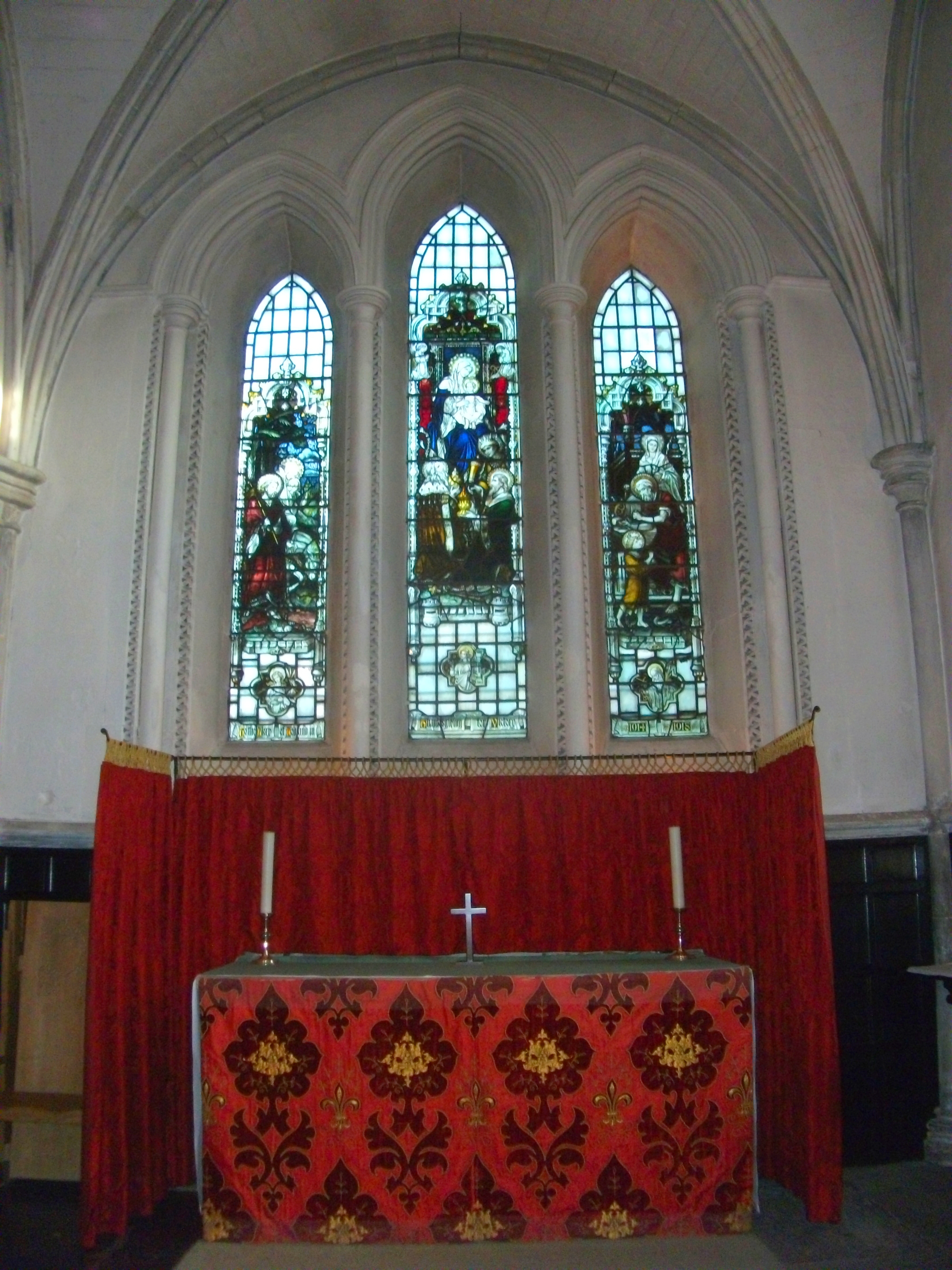
A Szent Ferenc és magyarországi Szent Erzsébet kápolna